# Alina Wiśniewska
Alina Elżbieta Wiśniewska (ur. 27 lipca 1945 w Konstantynowie) – polska rolniczka i polityk, posłanka na Sejm PRL VIII kadencji.

## Życiorys
Uzyskała wykształcenie średnie zawodowe, zostając technikiem rolnictwa. Działała w organizacjach młodzieżowych. W 1969 wstąpiła do Zjednoczonego Stronnictwa Ludowego. Zasiadała w Wojewódzkim Komitecie tej partii w Gorzowie Wielkopolskim. Była radną Miejsko-Gminnej Rady Narodowej, a także wiceprzewodniczącą Koła Gospodyń Wiejskich. Prowadziła ukierunkowane na hodowlę trzody chlewnej gospodarstwo rolne. W latach 1980–1985 pełniła mandat posłanki na Sejm PRL VIII kadencji w okręgu gorzowskim. Zasiadała w Komisji Leśnictwa i Przemysłu Drzewnego oraz w Komisji Rolnictwa, Gospodarki Żywnościowej i Leśnictwa. Mieszka w Drawnie.